# Dreyer & Reinbold Racing
Dreyer & Reinbold Racing es una organización estadounidense que compitió en carreras de automovilismo en la IndyCar Series, entre el año 2000 al 2013. El equipo es de copropiedad del expiloto Robbie Buhl, quien es dueño de los equipos de automóviles de Gran Turismo que tienen sede en Indianápolis como BMW, Infiniti, Volkswagen y Maserati, junto al otro copropietario del equipo ha sido el distribuidor Dennis Reinbold. Fuera de la pista, Dreyer & Reinbold Racing (D&RR) es una fundación sin ánimo de lúcro que ha gastado miles de horas como portavoz nacional y defensor de su proyecto social Carreras para los Niños (en inglés, Racing for Kids), una fundación nacional juvenil de caridad. En nombre del Carreras para los Niños D&R ha visitado a más de 20.000 niños en más de 400 hospitales de todo el mundo, y ha recaudado cerca de US$5 millones de dólares para las iniciativas del fomento de la salud de los niños de todas las localidades.

## Historia

### Indy Racing League/IndyCar Series (2002-2006)
El equipo, fundado en el 2000, la D&RR fue uno de los pocos equipos que corrían constantemente usando el motor Infiniti hasta que la marca se fue de la serie, luego cambiaron a motores Chevrolet y finalmente a Honda en 2005. Cuando Buhl se retiró como piloto en 2004 , puso a Felipe Giaffone en su coche, y como compañero al Nipón-estadounidense Roger Yasukawa, siendo este el respaldo financiero de Honda. Como el respaldo de Honda se fue en 2006, algunos dudaron si el equipo continuaría, como Buhl había declarado reiteradamente que si participaba el equipo no tendría sentido financiero, y que lo mejor sería recomendable acabarlo. Sin embargo, el patrocinio fue encontrado y el equipo contó con el renombrado campeón de la serie de la temporada 2000 Buddy Lazier fue su piloto principal. En el 2002, el equipo logró incluir un segundo coche para Sarah Fisher, famosa piloto porque fue la primera mujer en la historia del automovilismo norteamericano en ganar una pole position en la IRL, ganando la pole en Kentucky Speedway. En el 2006, durante la 500 Millas de Indianápolis de ese año, el segundo coche del equipo fue conducido por el veterano ganador de la CART, Al Unser Jr.
La única victoria del equipo llegó en su carrera de debut, en la temporada 2000 de la IRL, en la carrera de apertura en el Mickeyard, cuando Buhl sorprendió en la serie con una victoria arrancando desde la 22° posición de salida. En 2006 el equipo obtuvo su mejor resultado en años cuando Ryan Briscoe mostró un gran cambio con su velocidad en una carrera húmeda que se disputó en el circuito de Watkins Glen y que luchó para poder estar en el podio. Durante ese tiempo, otros buenos resultados en la temporada fueron pocos y distantes entre sí.

### 2007-2009
Para el año 2007 el equipo había reclutado dos pilotos del equipo Fernández Racing y sus respectivos ingenieros así como añadiéndoles un nuevo patrocinador. El 31 de enero de 2007, el ganador de la Indy 500 de 2004, Buddy Rice y la piloto Sarah Fisher serían los pilotos del equipo. Rice atrajo actuaciones respetables, como un 9° lugar en la tabla general con tres carreras entre los 5° primeros lugares. Fisher luchó en el puesto 17° después de luchar por el segundo lugar en carrera y que fue descrito como al estilo de los personajes de la serie de Televisión A Team que a menudo se daban luchas entre los equipos a la par. Fisher anunció a finales de 2007 que iba a dejar el equipo debido a la falta de compromiso por parte de los esfuerzos del equipo con ella.
Buddy Rice continuó con el equipo en 2008, mientras que el segundo coche del equipo fue compartido con la piloto venezolana Milka Duno y con el piloto Townsend Bell, con estos tres pilotos disputaron las 500 Millas de Indianápolis de 2008. Tanto el Rice y Bell terminaron en el Top-10° (8° y 10°, respectivamente), mientras que Duno terminó en la posición 19º en la carrera. Rice terminó 16º en la general con su mejor posición siendo 4° lugar en Watkins Glen.
En el 2009 Dreyer & Reinbold tomaron un cambio y pusieron una nueva alineación de pilotos frente a la de 2008. Uniéndose al equipo para una temporada completa fue el novato británico Mike Conway, quien más había competido anteriormente en la GP2 Series. De la misma manera el segundo coche fue compartido entre los pilotos Darren Manning (Sólo en dos carreras), Milka Duno y Tomas Scheckter. Además, Roger Yasukawa también volvió al equipo para la carrera de Japón en el óvalo de Twin Ring Motegi. El equipo también patrocinó la entrada de dos coches del equipo del King Richard Petty Motorsports, ambos conducidos por el expiloto de la CART John Andretti y exconductor de King Racing Davey Hamilton para la edición de 2009 de las 500 millas de Indianapolis. Los coches de Duno, Andretti, y Conway lucharon por clasificar, pero hicieron lucharon por ser parte de la grilla de salida en el Bump day, el último día de las clasificaciones. Conway, Andretti, y Duno fueron los últimos coches que lograron ubicarse para la partida en la meta en los puestos 18°, 19°, y 20° respectivamente. A lo largo del resto de la temporada, Conway luchó para mantener la coherencia, terminando nueve de las diecisiete carreras, aunque fue rápido, a veces en los circuitos, logró terminar en el podio en el 3° lugar en Sonoma.

### 2010-2011
El 2 de febrero de 2010 se anunció que Justin Wilson se uniría a Dreyer & Reinbold Racing para la temporada 2010 con el patrocinio de Z-Line Designs con el coche #22. Wilson iba a estar asociado para toda la temporada, tan solamente devolviéndole el coche al conductor Mike Conway. Para la primera carrera en Brasil se unieron a Ana Beatriz Para las 500 Millas de Indianápolis de 2010, el equipo amplió a cuatro coches conducidos por el sudafricano Tomas Scheckter una vez más y la brasileña Ana Beatriz. Después de que Conway fue apartado del equipo a cauda de un accidente en las últimas vueltas de la Indy 500, Wilson lo aosicaron a la conducción del mismo coche de Tomas Scheckter, Graham Rahal y Paul Tracy. Se anunció que estaría acompañado por J.R. Hildebrand, que haría su debut en la IndyCar en Mid-Ohio. La carrera de Toronto fue un evento en el cual sería crucial para Wilson en la temporada, después de estar en las dos primeras posiciones en las tandas de entrenamientos, logrando dominar la clasificación. Justin llegó al sorteo final de la Firestone Fast Six sin utilizar un solo juego de neumáticos blandos rojos (sin utilizar el compuesto blando alternativo), y fácilmente se llevó la pole para la carrera después de registrar el récord de tiempo de vuelta de 1:00.2710 s. Justin lideró gran parte de la carrera, sin embargo, después de perder agarre en los neumáticos saliendo de la curva 11 en un reinicio al final de la carrera, el coche de Justin se trompeó y cedió el liderato ante Will Power. Incluso después de que Justin se encontrara apuntando en la dirección equivocada en la curva 8, fue capaz de recuperarse finalizando en el 7° puesto, pero por desgracia no fue capaz de sacar provecho de la mejor oportunidad del equipo para una victoria en 2010.
Después sanar las heridas del fuerte accidente, Conway dejó D&RR para competir en el equipo Andretti Autosport en la temporada 2011 y fue sustituido por la novato brasileña Ana Beatriz y su patrocinador la Petrolera Ipiranga. El 11 de noviembre de 2010, se realizó un anuncio oficial, en el que Justin Wilson se quedaría con Dreyer & Reinbold un año más.

### 2012-2013
El 17 de noviembre de 2011, Dreyer & Reinbold Racing y el Lotus anunciaron que el equipo D&RR serviría a Lotus como equipo asociado en la fabricación de los motores. Además, el fabricante de automóviles histórico proporcionaría entradas a D&RR con su nuevo motor de carreras Lotus IndyCar V6 para la temporada 2012 de la serie. El 17 de enero de 2012, el equipo anunció a Oriol Serviá como la otra entrada del equipo a tiempo completo.
El 23 de abril, Dreyer & Reinbold y Lotus acordaron mutuamente terminar su contrato de motores existente producto de la deficiencia de los motores que ya venían acarreándose entre los demás equipos. Posteriormente, el 7 de mayo, el equipo anunció una alianza estratégica con Panther Racing para proporcionar apoyo técnico, así como el uso del contrato de motores Chevrolet de Panther. El rendimiento del equipo mejoró de manera espectacular, iniciando desde los últimos lugares acabando espalda a espalda de los líderes de la general entre las primeras 5 posiciones en Indy 500 y Detroit. Servia terminaría la temporada tres veces más entre los 10 primeros, finalizando 13º en puntos en la general.
Dreyer & Reinbold Racing continuaron su asociación con Panther Rcing en la temporada 2013 con Oriol Serviá, sin embargo el equipo decidió retirarse a mitad de la temporada después de la 500 Millas de Indianápolis de 2013 debido a la falta de patrocinio. La decisión no afectó a Panther Racing.

### Desde 2014
Después de lo ocurrido al finalizar las 500 Millas de Indianápolis de 2013, el equipo redujo su personal y se retiró de la IndyCar Series debido a la pérdida de su patrocinador principal. Entre 2014 y 2019, el equipo solamente corrió la Indy 500 con Sage Karam y/o J. R. Hildebrand, entre otros.
En 2020, el equipo expandió su programa a las cuatro carreras que se disputaron en el Indianapolis Motor Speedway, pero al año siguiente volvieron a su programa de una sola carrera.

## Pilotos notables
- Ana Beatriz (2010-2011)
- Ryan Briscoe (2006)
- Robbie Buhl (2000–2004) - Piloto/propietario
- Mike Conway (2009–2010)
- Milka Duno (2008–2009)
- Sarah Fisher (2002–2003, 2006–2007)
- Felipe Giaffone (2004)
- Sage Karam (2014, 2016-2021)
- Buddy Lazier (2006)
- Buddy Rice (2007–2008)
- Tomas Scheckter (2009–2010)
- Justin Wilson (2010-2011)
- Roger Yasukawa (2005, 2007, 2009)
- Oriol Servià (2012-2013)